# Walter Barbero
Walter Domingo Barbero (Balnearia, Córdoba, 20 de abril de 1942) es un militar argentino veterano de guerra de Malvinas en situación de retiro con el grado de brigadier general. Fue jefe del Estado Mayor General de la Fuerza Aérea (JEMGFA) desde el 13 de diciembre de 1999 hasta el 20 de mayo de 2003.

## Biografía
El brigadier general Barbero ingresó a la Escuela de Aviación Militar en 1961, y egresó en 1964 con el grado de alférez. En el año 1965 realizó el curso de aviador militar.

## Participación en la guerra de las Malvinas
En 1982 participó de la guerra de las Malvinas siendo auxiliar de Operaciones de Transporte Aéreo, y también volando Boeing 707. Hacía vuelo logísticos dentro del continente y vuelos de reconocimiento y de exploración en el océano Atlántico.

## Destinos en la Fuerza Aérea
Walter Domingo Barbero ocupó distintos cargos y destinos. El día 13 de diciembre de 1999, cuando el brigadier general Rubén Montenegro pasó a retiro, el brigadier mayor Barbero es nombrado comandante de la Fuerza Aérea Argentina y ascendido a brigadier general por el presidente Fernando de la Rúa cargo que dejó el 4 de junio de 2003, cuando lo reemplaza el brigadier general Carlos Alberto Rhode.

### Durante la crisis de 2001
En el mes de abril de 2002 salieron a la luz unas investigaciones periodísticas en las cuales se demostraba que tanto el jefe de la Armada Argentina, almirante Joaquín Stella, como el teniente general Ricardo Guillermo Brinzoni  mantuvieron reuniones con diversos empresarios durante marzo de 2002, pocos meses después de la Crisis de diciembre de 2001 en Argentina que provocó la caída del gobierno del presidente De la Rúa. Dichos eventos suscitaron rumores sobre un posible golpe de Estado cívico militar. Inmediatamente los jefes de las tres armas Joaquín Stella, Ricardo Brinzoni e incluso Walter Barbero, que no estuvo implicado en dichas reuniones, desmitieron dichos rumores. El titular del Ejército Argentino se refirió al posible golpe como «una gran fantasía». mientras que Stella declró que una interrupción al orden institucional significaría la destrucción de las fuerzas armadas. Barbero dejó bien en claro que la Fuerza Aérea estaba dispuesta a defender la vigencia del orden constitucional con esta frase: «Las armas que la Nación puso a nuestra custodia serán utilizadas únicamente cuando los poderes constitucionales así nos lo ordenen».

## Honores y distinciones
- Medalla al Mérito Aeronáutico en el grado Gran Oficial ( Uruguay, 2001).[8]